# 167 f.Kr.

## Händelser

### Efter plats

#### Seleukiderriket
- I tron att ett uppror har utbrutit i Judeen återvänder kung Antiochos IV Epifanes dit efter att hans egyptiska fälttåg har misslyckats och beordrar sina soldater att utan nåd hugga ner vem de än stöter på och att dräpa dem som har tagit sin tillflykt till sina hem. Under tre dagar dukar 80 000 människor under i Jerusalem, varav 40 000 går en våldsam död till mötes och övriga 40 000 säljs som slavar.
- Den judiske prästen Mattathias av Modi'in trotsar seleukiderkungen Antiochos IV:s påbud, som siktar mot att hellenisera judarna och särskilt ordern att judar skall offra till Zeus. Mattathias dödar en syrisk tjänsteman och flyr till de judeiska bergen med sina fem söner och inleder ett uppror mot det seleukidiska styret i Judeen.

#### Grekland
- Privata dokument, som romarna kommer över när de fångar Perseus av Makedonien misstänkliggör politiska ledare inom det achaiska förbundet. Många inflytelserika greker deporteras därför till Rom.
- På väg tillbaka till Rom blir den romerske generalen Lucius Aemilius Paullus av senaten beordrad att utkräva en gruvlig hämnd mot Epiros för att ha varit allierad med Makedonien. Sjuttio städer i Epiros blir förstörda och minst 100.000 invånare säljs som slavar. Dessa händelser äger rum trots att Epiros inte har bistått Perseus i dennes krig mot Rom.

#### Romerska republiken
- Lucius Aemilius Paulus återvänder till Italien, med kung Perseus av Makedonien som sin fånge, för ett triumftåg i Rom, där de fångna makedonierna säljs som slavar. Det stora byte, som förs hem efter kriget gör regeringen så rik, att man för ett tag kan låta befolkningen slippa den direkta beskattningen. Som ett tecken på erkännande för hans insatser i Makedonien ger senaten Lucius Aemilius Paulus tillnamnet Macedonicus.

#### Partien
- Parterna erövrar den viktiga centralasiatiska staden Herat. Denna seger skär av handeln längs sidenvägen till Kina, vilket innebär att det hellenistiska kungariket Baktriens dagar är räknade.

## Avlidna
- Gaius Claudius Pulcher, romersk konsul 177 f.Kr.